# تیغ‌پشت بروک
تیغ پشت بروک (نام علمی: Culaea inconstans) نام یک گونه از تیره ماهی آبنوس است.این گونه ماهی در آمریکا و کانادا یاعت می شود.حداکثراندازه این ماهی ۳تا۵سانتی متر است.